# Kraftwerk Höljes
Das Kraftwerk Höljes ist ein Wasserkraftwerk in der Gemeinde Torsby, Provinz Värmlands län, Schweden, das den Klarälven aufstaut. Es ging 1962 in Betrieb. Das Kraftwerk ist im Besitz von Fortum und wird auch von Fortum betrieben.

## Absperrbauwerk
Das Absperrbauwerk besteht aus einem Steinschüttdamm. Die Hochwasserentlastung liegt auf der rechten Flussseite.

## Kraftwerk
Das Kraftwerk Höljes verfügt mit zwei Francis-Turbinen über eine installierte Leistung von 127,8 MW. Die durchschnittliche Jahreserzeugung liegt bei 533 Mio. kWh. Die Fallhöhe beträgt 88 m.